# Ludwik Łęgowski
Ludwik Zygmunt Łęgowski (ur. 5 marca 1892 w Arnsbergu, zm. ?) – podpułkownik piechoty Wojska Polskiego, kawaler Orderu Virtuti Militari.

## Życiorys
Urodził się w Arnsbergu, w Nadrenii Północnej-Westfalii, w rodzinie Józefa i Ludwiki Kazimiery z Masłowskich (ur. 1868). Był bratem: Stanisława (1887–1939), dyrektora Urzędu Morskiego w Gdyni (zamordowanego przez hitlerowców), Wandy Agnieszki po mężu Cybichowskiej (1890–1959), polonistki, oraz Witolda (ur. 1905), bankowca.
Brał udział w I wojnie światowej, później w powstaniu wielkopolskim. 27 kwietnia 1919 generał piechoty Józef Dowbor-Muśnicki wyznaczył go „czasowo” na stanowisko dowódcy 2 Pułku Strzelców Wielkopolskich, który 10 grudnia tego roku został przemianowany na 56 Pułk Piechoty Wielkopolskiej. 1 maja objął dowództwo pułku i na jego czele walczył na wojnie z bolszewikami. 
Po zakończeniu działań wojennych nadal pełnił obowiązki dowódcy 56 pp. 3 maja 1922 został zweryfikowany w stopniu majora ze starszeństwem z 1 czerwca 1919 i 195. lokatą w korpusie oficerów piechoty, a 31 marca 1924 mianowany podpułkownikiem ze starszeństwem z 1 lipca 1923 i 81. lokatą w korpusie oficerów piechoty. W lipcu 1927 został zwolniony ze stanowiska pełniącego obowiązki dowódcy pułku i oddany do dyspozycji dowódcy Okręgu Korpusu Nr VII. W kwietniu 1928 został przydzielony na stanowisko oficera placu Kielce. W marcu 1930 został  przeniesiony do Powiatowej Komendy Uzupełnień Baranowicze na stanowisko komendanta. W marcu 1939 pełnił służbę w Komendzie Rejonu Uzupełnień Warszawa Miasto II na stanowisku komendanta rejonu uzupełnień.

## Ordery i odznaczenia
- Krzyż Srebrny Orderu Wojskowego Virtuti Militari[2]
- Krzyż Walecznych (trzykrotnie)[2]
- Złoty Krzyż Zasługi (19 marca 1937)[17][2]
- Wielkopolski Krzyż Powstańczy (19 lipca 1960)[18]